# Najika Dengeki Sakusen
 (mai 2024).
Najika Dengeki Sakusen (ナジカ電撃作戦) est un anime japonais.

## Histoire

### Prologue
Najica Hiiragi est une parfumeuse qui travaille pour l'entreprise CRI Cosmetics.
Dans le plus grand secret, c'est une aussi une agent secret dont les missions consistent à récupérer des Humaritts : des androïdes dotées de capacités de combat.
Pour une mission, elle doit faire équipe avec une gynoïde nommée Lila, que Najica doit préparer en tant qu’agent et recevoir de l’aide en cours de route. Au fur et à mesure que Najica accepte Lila, chaque nouvelle mission dans laquelle ils se lancent en révèle de plus en plus sur les capacités et les origines mystérieuses des humaritts.

## Personnages
Najica Hiiragi (柊 七虹香)
Personnage principal de l'anime. C'est une parfumeuse qui travaille officiellement pour l'entreprise CRI Cosmetics. Officieusement, elle travaille comme agent secret.
Lila (リラ)
Gynoïde partenaire de Najica.
Jin Majima (間島 甚)
Chef de l'entreprise CRI Cosmetics.
Shinobu Misato (美郷 偲)
Secrétataire travaillant à CRI Cosmetics.
Rena Uzuki (海槻 玲奈)
Secrétataire travaillant à CRI Cosmetics.
Gento Kuraku (玖洛 玄人)
Informateur de Najica.
Kirala Mitsuboshi (御津星 キララ)
Assitante de Najica dans son travail de parfumeuse.

## Anime
L'anime est produit par les studios Studio Fantasia et Amber Film Works.

L'anime est diffusé sur TV Kanagawa.
| No | Titre français | Titre japonais                         | Titre japonais                                          | Date de 1re diffusion |
| No | Titre français | Kanji                                  | Rōmaji                                                  | Date de 1re diffusion |
| -- | -------------- | -------------------------------------- | ------------------------------------------------------- | --------------------- |
| 01 |                | 華麗なるエージェントは一輪の薔薇と共に | Karei naru ējiento wa ichirin no bara to tomo ni        | 5 octobre 2001        |
| 02 |                | 華麗なパートナーは美しき弾丸と共に     | Karei na pātonā wa utsukushiki dangan to tomo ni        | 12 octobre 2001       |
| 03 |                | 醜悪なる遺物は漆黒の闇と共に           | Shūaku naru ibutsu wa shikkoku no yami to tomo ni       | 19 octobre 2001       |
| 04 |                | 偽りの星(スター)は甘い罠の香りと共に   | Itsuwari no sutā wa amai wana no kaori to tomo ni       | 26 octobre 2001       |
| 05 |                | 真紅に染まる水平線ははかなき夢と共に   | Shinku ni somaru suiheisen wa hakanaki yume to tomo ni  | 2 novembre 2001       |
| 06 |                | 美しき野獣の瞳は孤独の影と共に         | Utsukushiki yajū no hitomi wa kodoku no kage to tomo ni | 9 novembre 2001       |
| 07 |                | 殺意の弾丸は乾いた微笑みと共に         | Satsui no dangan wa kawaita hohoemi to tomo ni          | 22 novembre 2001      |
| 08 |                | 欲望の空は戦い渦巻く炎と共に           | Yokubō no sora wa tatakai uzumaku honō to tomo ni       | 29 novembre 2001      |
| 09 |                | 勇壮なる砂漠の獅子は女神と共に         | Yūsō naru sabaku no shishi wa megami to tomo ni         | 6 décembre 2001       |
| 10 |                | 闘いの終着駅は危険な愛と共に           | Tatakai no shūchakueki wa kiken na ai to tomo ni        | 13 décembre 2001      |
| 11 |                | 惜別のミッションを少女のまごころと共に | Sekibetsu no misshon wo shōjo no magokoro to tomo ni    | 20 décembre 2001      |
| 12 |                | 華麗なるエージェントは邂逅の薔薇を心に | Karei naru ējiento wa kaikō no bara wo kokoro ni        | 27 décembre 2001      |

## Accueil

### Critique
Le site SensCritique donne une note de 5.6/10 à l'anime.